# Acolman
 (février 2013).
Acolman (du nahuatl Ācōlmān) est une municipalité de l'État de Mexico, au Mexique. Elle située dans la zone métropolitaine de la vallée de Mexico.

## Localisation
Cette municipalité est située au sud-est du Mexique, dans la partie nord de l'État de Mexico, dans la région Ecatepec. Elle est délimitée au nord par Teotihuacán, Tecámac, au sud par Chiauitla, Tezoyuca et Atenco, à l'ouest par Ecatepec de Morelos et à l'est par Tepetlaoxtoc.

## Chronologie
- XIIIe siècle, fondation de Acolman.
- XIVe siècle, Acolman devient tributaire de Texcoco.